# 두송중학교
두송중학교(頭松中學校)는 대한민국 부산광역시 사하구 다대동에 있는 공립 중학교이다.

## 학교 연혁
- 2006년 2월 15일 : 초대 배종웅 교장 취임
- 2006년 3월 3일 : 두송중학교 개교 및 제1회 입학식(입학 366명 남 183명, 여 183명)
- 2009년 2월 9일 : 제1회 졸업식(졸업생 345명)
- 2011년 4월 16일 : 두송오케스트라단 창단(현악)
- 2013년 7월 31일 : 두송오케스트라단 표준오케스트라 구성
- 2022년 9월 1일 : 제6대 이명숙 교장 취임
- 2025년 2월 7일 : 제17회 졸업식(졸업생 128명, 누계 3,791명)
- 2025년 3월 4일 : 제20회 입학식(129명 남 55명, 여 76명)

## 갤러리

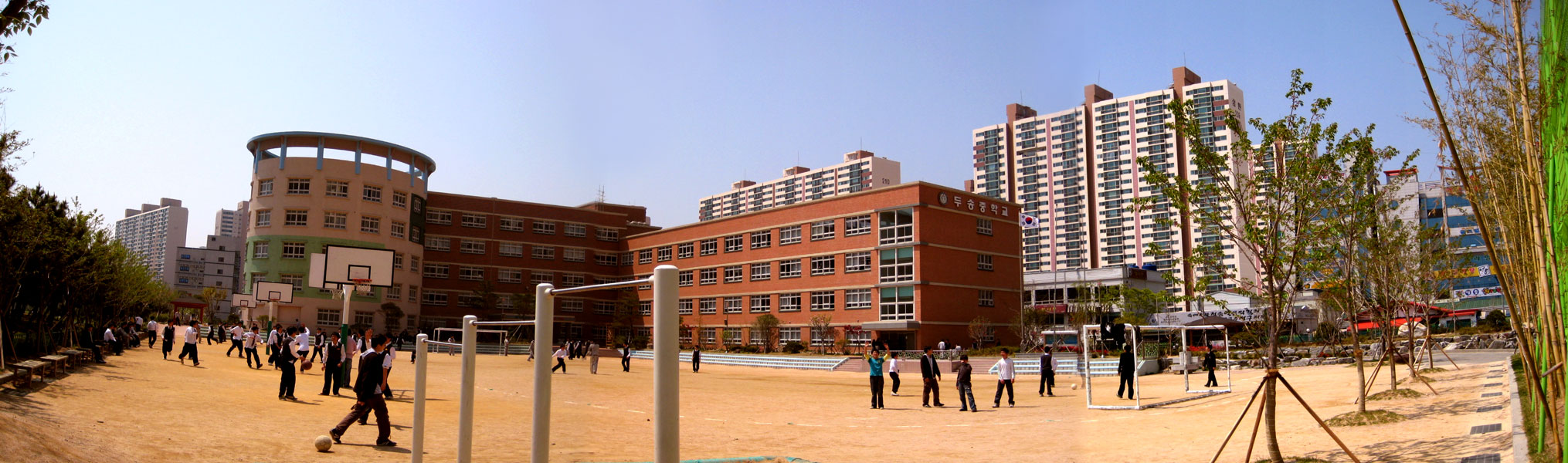
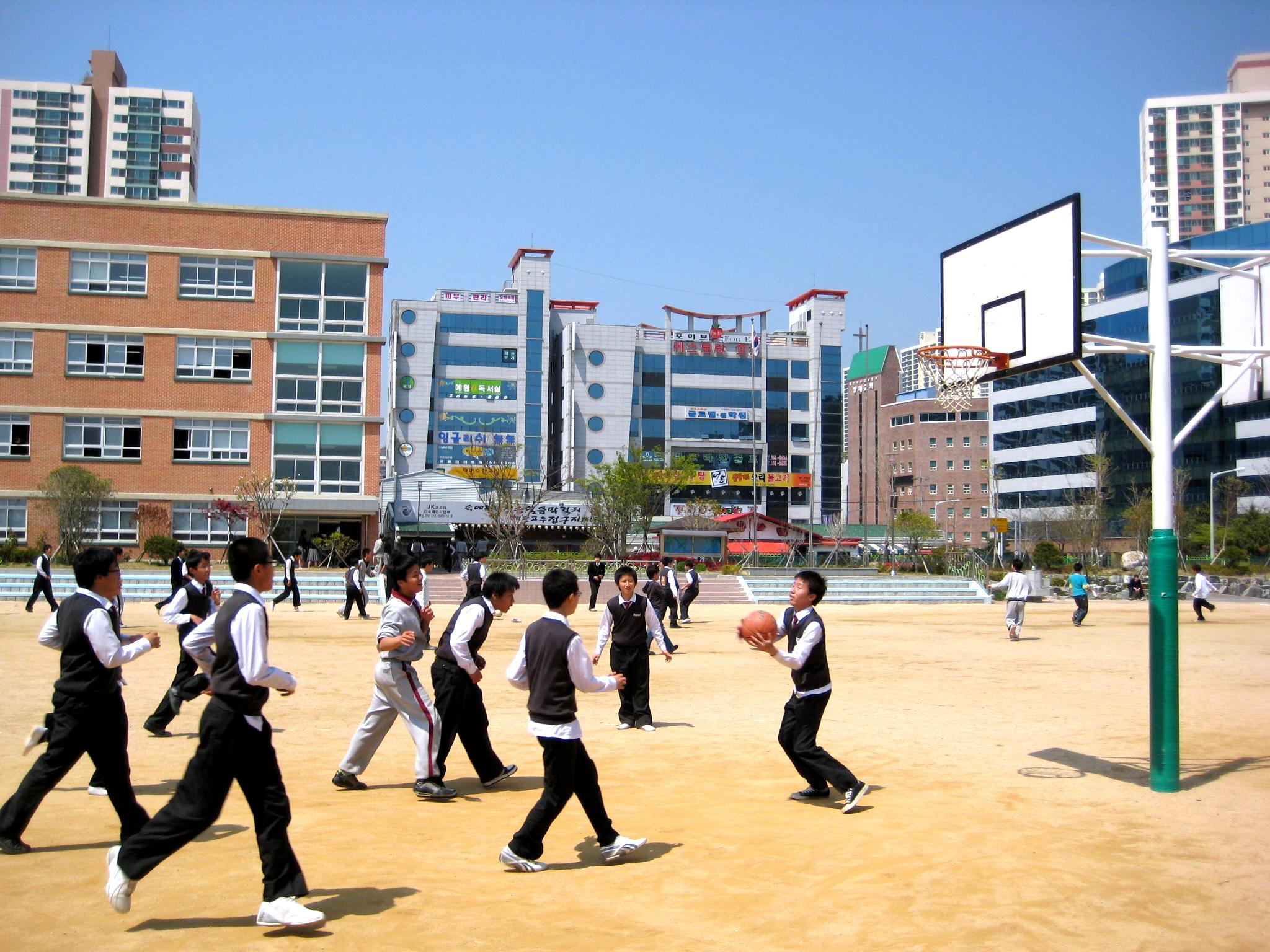
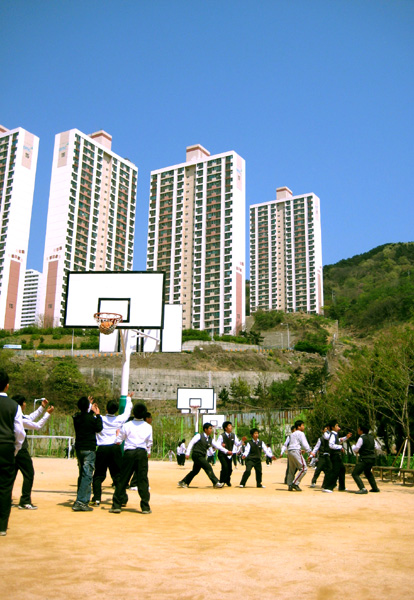
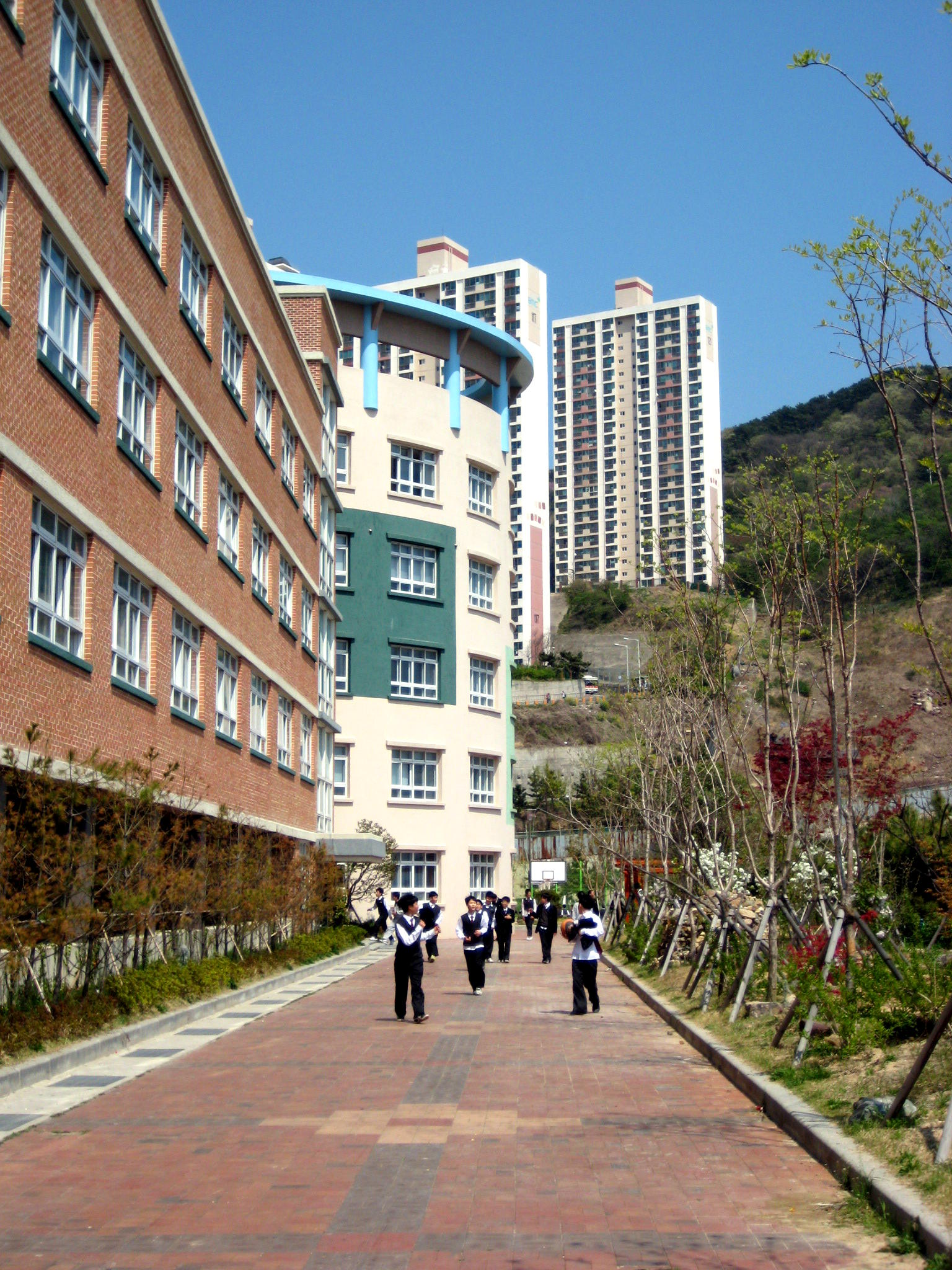
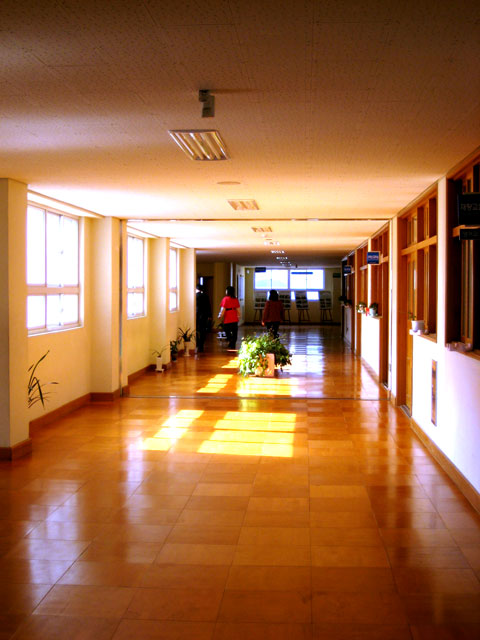
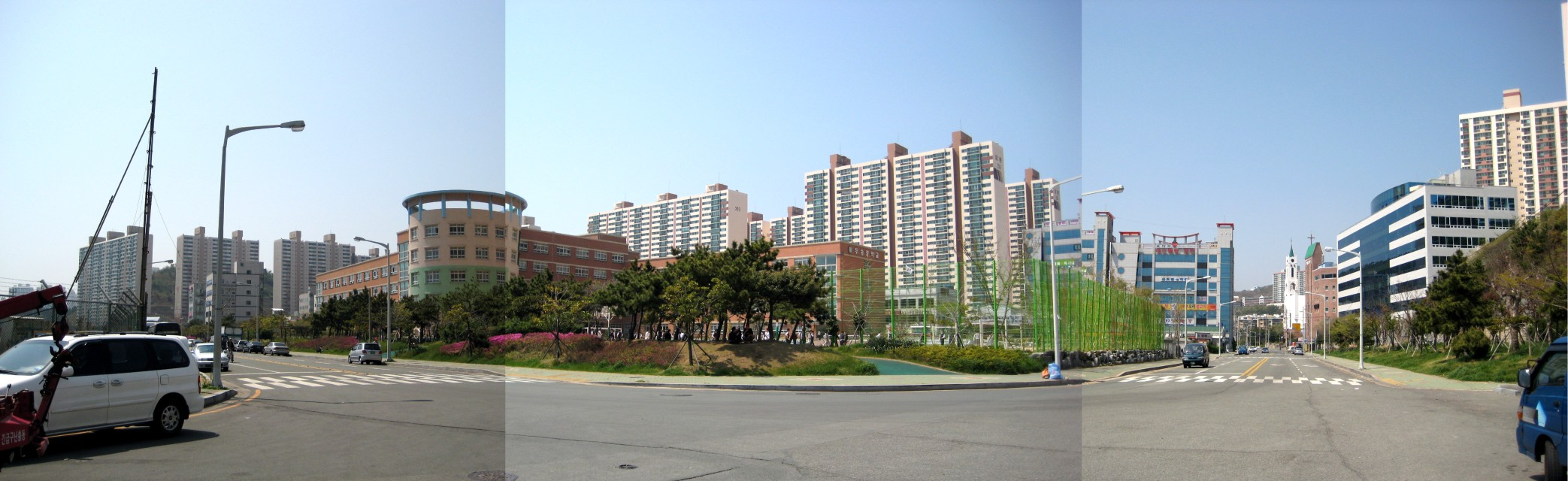
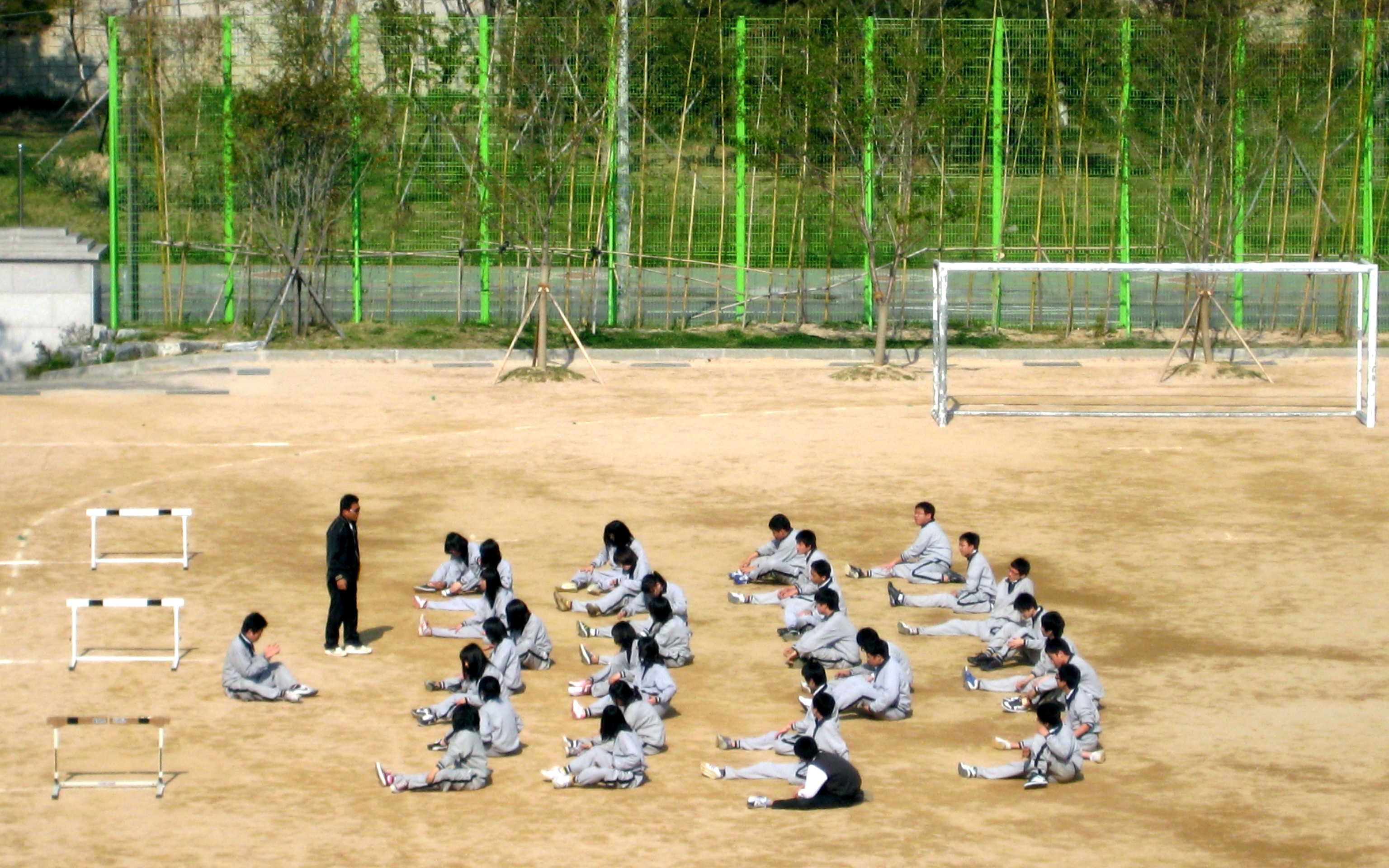
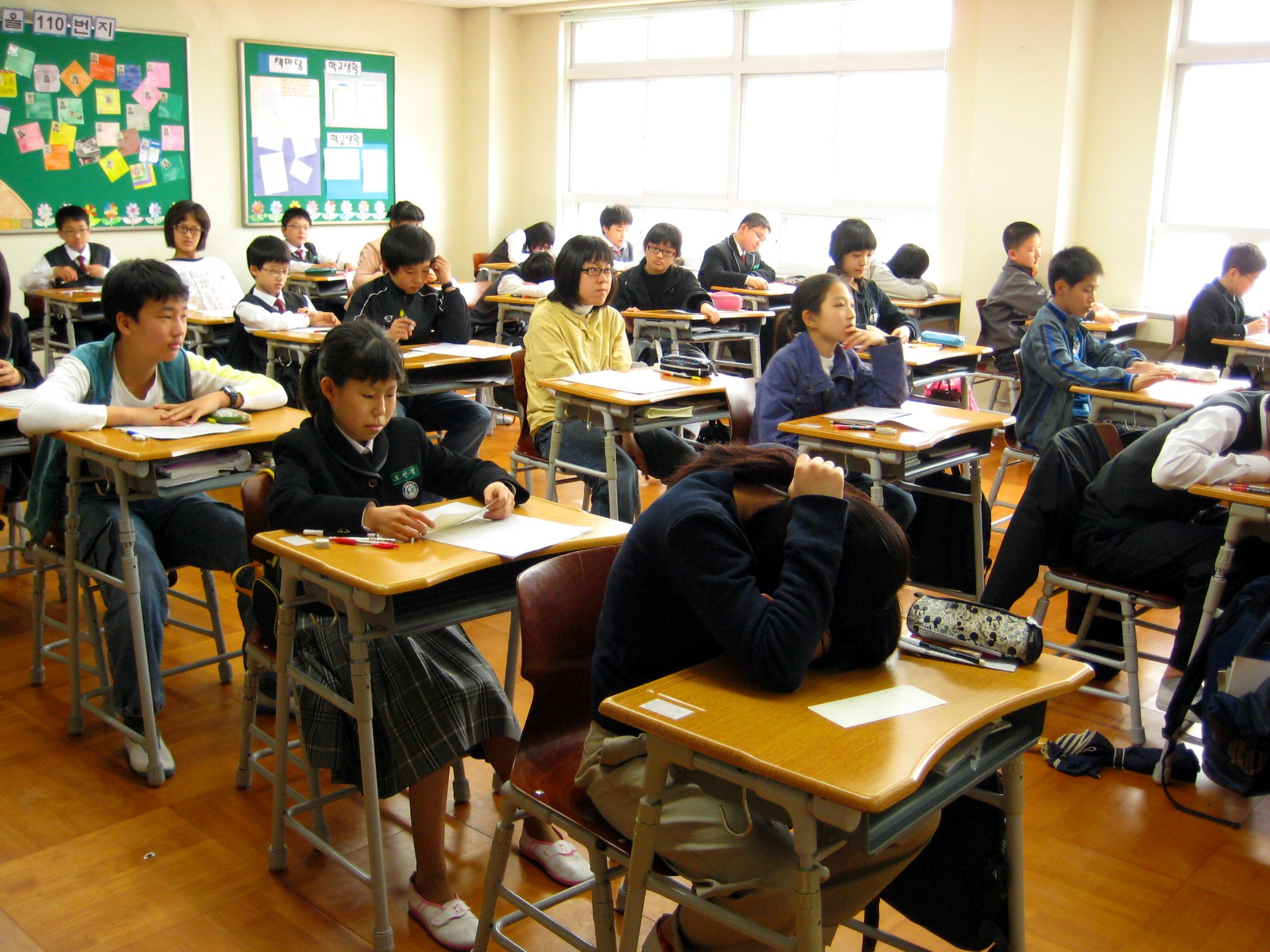

## 참고 자료
- 두송중학교 - 한국교육학술정보원 학교알리미